# Maur (Zúrich)
Maur es una comuna suiza del cantón de Zúrich, ubicada en el distrito de Uster. Limita al norte con la comuna de Fällanden, al este con Greifensee, Uster y Mönchaltorf, al sur con Egg, y al oeste con Herrliberg, Küsnacht, Zumikon, Zollikon y Zúrich.